# Ferdinand-Weerth-Denkmal

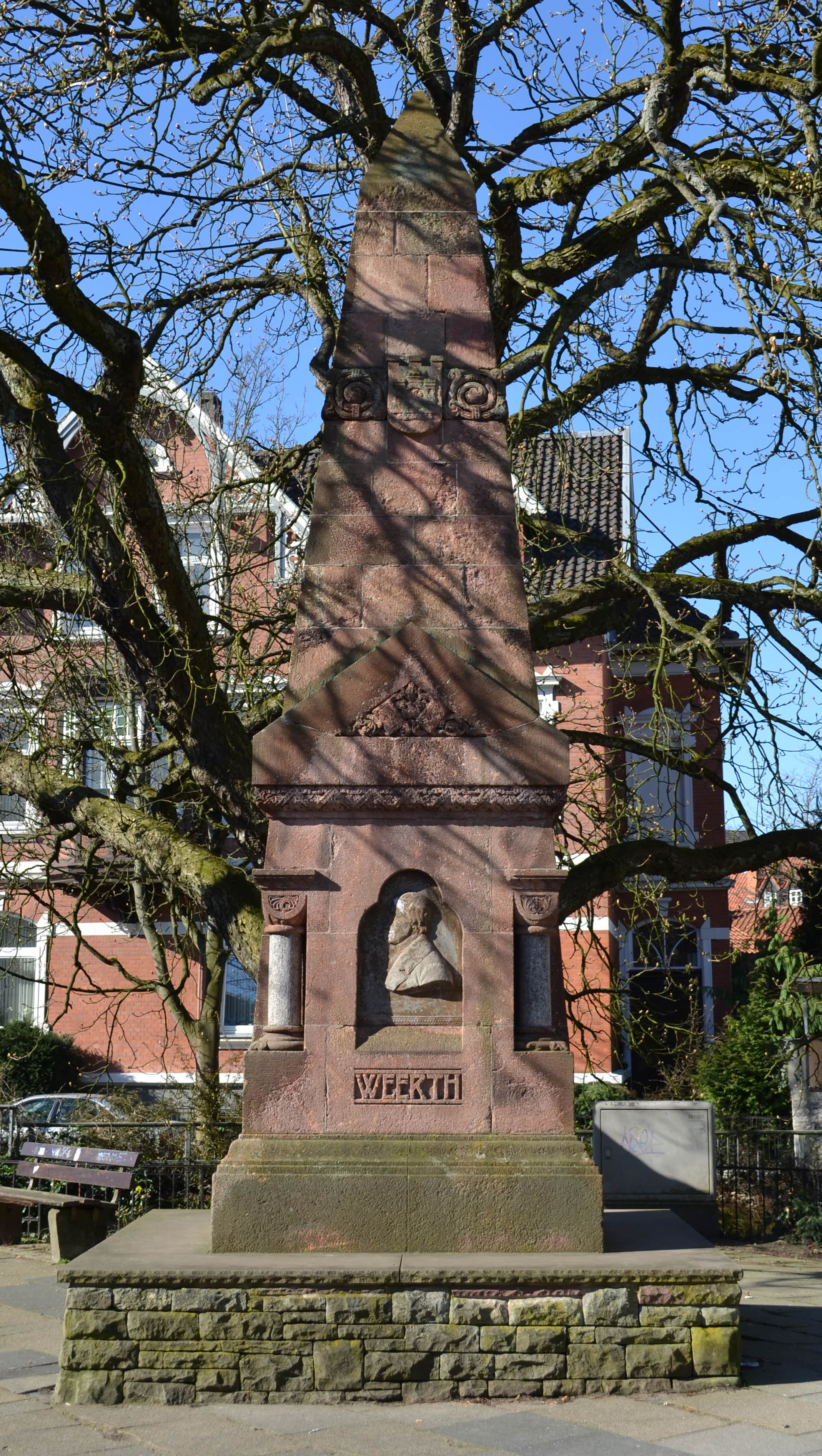
Frontansicht mit Weerth-Relief

Das Ferdinand-Weerth-Denkmal ist ein Kleindenkmal in Detmold zum Gedenken an den ehemaligen lippischen Generalsuperintendenten Ferdinand Weerth. Das Denkmal von 1901 steht unter Denkmalschutz. Es steht auf dem Weerth-Platz in Sichtweite zum Gebäude des ehemaligen Lehrerseminars, an dem Weerth unterrichtet hat. Entworfen wurde es vom Detmolder Architekten Otto Kuhlmann.

## Beschreibung

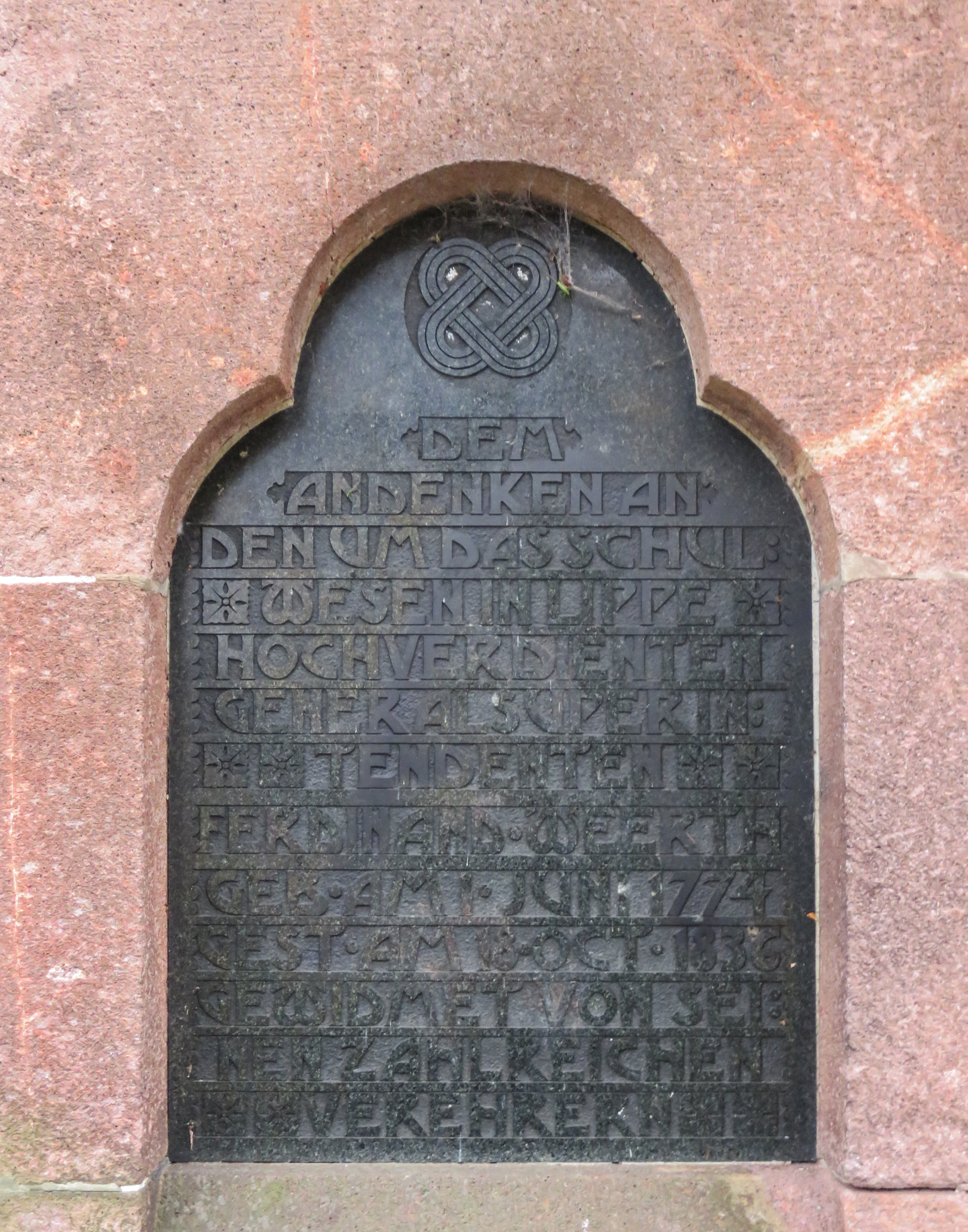
Inschriftenplatte auf der Rückseite

Das Denkmal aus rötlichen Sandsteinblöcken steht auf einem quadratischen Grundriss. Es hat die Form eines gestuften Obelisken. An den vier Ecken stehen Säulen mit Würfelkapitellen.
Zur Leopoldstraße zeigt das Denkmal eine Reliefbüste mit dem Gesicht Weerths, darunter die Inschrift WEERTH. In der Spitze ist das Wappen der Stadt Detmold.
Gegenüberliegend ist eine schwarze Granitplatte eingelassen. Sie trägt die Inschrift
„DEM ANDENKEN AN DEN UM DAS SCHULWESEN IN LIPPE HOCH VERDIENTEN GENERALSUPERINTENDENTEN FERDINAND WEERTH GEB. AM 1. JUNI 1774 GEST. AM 18. OCT. 1836 GEWIDMET VON SEINEN ZAHLREICHEN VEREHRERN.“
Hier ist in der Spitze die Lippische Rose angebracht.
An der nördlichen Ecke etwas oberhalb des Sockels ist eingemeißelt:
Otto Kuhlmann
Architekt
In der ursprünglichen Gestaltung führten flache Stufen zum Denkmal.
Im Grundstein liegen die Lebensbeschreibung Ferdinand Weerths sowie ein Exemplar seines Gesangbuches und seines Leitfadens für den Religionsunterricht.